# 歌の中には不自由がない
「歌の中には不自由がない」（うたのなかにはふじゆうがない）は、ASKAの楽曲。配信シングルとして、2012年1月21日に配信された。配信元はユニバーサル シグマ。

## 解説
これまでは、「いま歌う」シリーズとして昭和の名曲を配信限定でリリースしてきたが、オリジナル作品の配信限定リリースは初めてとなる。
発売日は、日本武道館にて2日間開催された『ASKA CONCERT 2012 昭和が見ていたクリスマス!? Prelude to The Bookend』の初日であり、事前予告なく発売のお知らせが公式サイトに掲載された。
コンサートでも演奏され、その模様はLive Blu-ray Discや配信限定ライブ・アルバムで視聴可能となっている。

## 収録曲
※楽曲の解説はTUG OF C&A会報10月号より
1. 歌の中には不自由がない
（作詞・作曲：ASKA　編曲：ASKA・旭純）
今、自分たちが知らされているのは表面的なことで、裏ではどうしようもない事情が絡みながら進んでいっている。僕らはそれを知りながらも、受け止めて進んでいくしかないということを表現した楽曲。裏側をテーマにして、マックスからミニマムまでをイメージしながら制作したとしている。
同年10月に発売されたオリジナル・アルバム『SCRAMBLE』に収録され、CD化された。

## 収録アルバム
- SCRAMBLE

Music VideoもBlu-ray Discに収録されている。